# Stara škola kreka – iz tame u svjetlo
Stara škola kreka – iz tame u svjetlo, album Marina Ivanovića - Stoke iz 2017. godine.

## Popis pjesama
Tekstovi i glazba: Marin Ivanović – Stoka. 
| 1.  | »Stara škola kreka – iz tame u svjetlo« | Marin Ivanović – Stoka             | 8:16 |
| 2.  | »Križ kontra roga«                      | Marin Ivanović – Stoka             | 7:29 |
| 3.  | »Dolazim iz grada«                      | Marin Ivanović – Stoka             | 3:53 |
| 4.  | »Nered i stoka«                         | Stoka, Nered                       | 4:58 |
| 5.  | »Začarani krug«                         | Marin Ivanović – Stoka             | 4:41 |
| 6.  | »Moj stil«                              | Marin Ivanović – Stoka             | 3:45 |
| 7.  | »Sportiva III«                          | Marin Ivanović – Stoka             | 3:37 |
| 8.  | »Dva grada junaka«                      | Stoka, Krešo Bengalka              | 5:37 |
| 9.  | »Player II«                             | Marin Ivanović – Stoka             | 4:21 |
| 10. | »ZG gangsta«                            | Marin Ivanović – Stoka             | 3:48 |
| 11. | »Đaner«                                 | Marin Ivanović – Stoka             | 7:00 |
| 12. | »Glas ljubavi«                          | Stoka, Carla Belovari, Nina Badrić | 5:29 |
| 13. | »Hvala ti«                              | Marin Ivanović – Stoka             | 4:41 |

## Vanjske poveznice
- Pjesma "Stara škola kreka" na YouTubeu